# Кукуйцев, Валентин Васильевич
Валентин Васильевич Кукуйцев (1 января 1922, дер. Кабаклы, Новониколаевская губерния — 2 сентября 2011, Омск) — известный сибирский художник, пейзажист, Заслуженный художник РСФСР (1983).

## Биография
С 1918 года родители В. В. Кукуйцева бывшие железнодорожные рабочие, чтобы выжить занялись крестьянским трудом. В это время родилось четверо детей: дочь и трое сыновей, старший сын — В. В. Кукуйцев.
1922—1929 гг. — семья Кукуйцевых проживала в селе Щеглово Чановского района.
1929 г. — по призыву к железнодорожникам вернуться на службу семья переезжает в г. Барабинск Новосибирской области.
1929—1939 гг. — учёба Кукуйцева в средней школе № 92 г. Барабинска.
1937 г. — Участие в выставке детей железнодорожников в г. Омске.
1940 г. — Кукуйцев живёт в Алма-Ате, работает пионервожатым в школе № 59.
В мае 1941 г. призван на службу в Советской Армии. Участник Великой Отечественной войны с первых и до последних дней. Награждён правительственными наградами.
1946 г. — Демобилизован из армии.
1946—1948 гг. — работает художником по керамике на научно-экспериментальной станции г. Алма-Аты.
1949—1954 гг. — учился в Алма-Атинском театрально-художественном училище им. Н. В. Гоголя. Учился у Абрама Марковича Черкасского — художника исповедующего формализм. Черкасский учил «писать в колорите» и нестандартности в композиционном мышлении, учил понимать условность языка искусства.
1954 г. — по окончании училища переехал в г. Омск, где уже основался его брат, окончивший юридический институт в Алма-Ате. Определён на работу в Омском отделении Художественного фонда РСФСР, начал участвовать во всех областных и передвижных выставках. В это время Омская организация художников состояла из 11 членов и 9 кандидатов: К. П. Белов, А. Н. Либеров, В. Р. Волков, К. Н. Щекотов, Т. П. Козлов, А. Е. Оськин, Н. Ф. Кликушин, М. Ф. Гладунов, А. Ф. Лакотош, А. М. Дубровский, П. С. Мухин, Е. Н. Пастухова, И. Я. Сивохин. Они заработали для Омской организации репутацию крепкого союза, где успешно развивается тематическая картина, портрет, пейзаж. В это же время в город пребывают молодые художники Г. Штабнов, Н. Брюханов, Р. Черепанов, Н. Третьяков, в число которых вливается и Кукуйцев. Именно им суждено было повернуть искусство Омска по новому руслу.
1961 г. Вместе с Н. Брюхановым самостоятельно везут работы в Новосибирск на конференцию художников, где получают одобрение и приглашение вступить в Союз художников. Стал кандидатом в члены Союза художников СССР.
1962 г. — Кандидат становится членом выставкома зональной выставки «Сибирь социалистическая».
1963 г. Вместе с Н. Брюхановым проводит выставку своих работ, которая с выставкой Б. Спорникова, Ю. Овчинникова и Н. Третьякова заявляет о формировании нового личностного эмоционального искусства в Омске. Выставки имеют большой общественный резонанс.
1964 г. — принят в члены Союза художников СССР.
1964—1966 гг.- руководитель изостудии при заводе синтетического каучука.
1965—1968 гг. — председатель художественного совета Омской организации СХ РСФСР.
1968 г. — делегат II съезда Союза художников РСФСР; делегат III съезда Союза художников СССР.
1968—1971 гг. — председатель правления Омской организации Союза художников РСФСР.
1968—1972 гг. — член правления Союза художников РСФСР.
1970 г. — награждён медалью «За доблестный труд. В ознаменование 100-летия со дня рождения Владимира Ильича Ленина».
1972 г. — делегат III съезда Союза художников РСФСР.
1972 г. — первая персональная выставка, гг. Омск, Павлодар.
1972—1976 гг. — член ревизионной комиссии Союза художников РСФСР; председатель ревизионной комиссии Омской организации Союза художников РСФСР.
1972 г. — делегат IV съезда Союза художников СССР.
1974—1975 гг. — участвует в выставке четырех омских художников в Москве, Ленинграде, Таллине.
1978—1991 гг. член областного художественного совета Омской организации Союза художников РСФСР.
1980 г. — участвует в выставке-конкурсе на лучшее произведение года (вторая премия за работу «Натюрморт. Лето»).
1982 г. — вторая персональная выставка в Областном музее изобразительных искусств.
1983 г. — присвоено почётное звание Заслуженный художник РСФСР.
2002 г. — дарит Городскому музею «искусство Омска» 42 графических и 42 живописных работы.
2007 г. — имя художника внесено в Книгу Почёта заслуженных деятелей культуры города Омска.
2 сентября 2011 года — скончался в Омске на 90-м году жизни. Похоронен на Северо-Восточном кладбище

### Семья
Жена (с 1947) — Любовь Алексеевна Зотикова (1924—2010), художник.

## Творческие поездки
Красноярский край, Минусинские стемпи, село Шушенское совместно с Т. П. Козловым 1959 г.; Казахстан, на оз. Боровое, в Щучинск и по Омской области совместно с В. Н. Беловым 1964 г.; по Средней Азии (Казахстану, Киргизии) совместно с В. Н. Беловым, Н. Ф. Бережным 1965 г.; Байкал, Саяны совместно с В. Н. Беловым весна 1966 г.; по Средней Азии: Алма-Ата, Фрунзе, Ташкент, Самарканд, Бухара совместно с В. Тищенко 1966 г.; по Казахстану совместно с Л. А. Зотиковой 1969 г.; по Казахстану: Базы-Аул, Алма-Ата, Павлодар совместно с Л. А. Зотиковой, В. Тупоноговой, С. Пельман 1970 г.; по Казахстану совместно с Л. А. Зотиковой 1974 г.; по Новосибирской области 1985 г.

## Творческие дачи
Творческая дача им Д. Н. Кардовского, Переславль-Залесский 1960 г., 1961 г.; Творческая дача «Горячий ключ» 1962 г., 1963 г.; передвижная творческая дача Союза художников РСФСР по Алтаю «Акварель. Рисунок» 1977 г.

## Монументально-декоративные работы
- «Юность», «Материнство» : роспись на фасаде Дворца бракосочетаний (Омск); соавторы Н. Я. Третьяков, Н. М. Брюханов; сграффито, 1963.
- «Труд», «Отдых» : роспись в интерьере Дворца культуры «Юность»; соавтор Н. Я. Третьяков; 1965.
- «История русской борьбы» : роспись интерьера кафедры борьбы института физкультуры (Омск); 1966.
- «Физическая культура» : роспись фасада павильона стадиона (Петропавловск); соавторы Н. Я. Третьяков, Н. М. Брюханов; 1966.
- Декоративная роспись цеха завода им П. И. Баранова (Омск); 1971.
- «Сельское хозяйство» : роспись интерьера СибНИИСХоза (Омск); шамот, 1972.
- Рельеф декоративной стеллы у Дворца пионеров (Омск); 1975.
- «Дорога на Север» : роспись банкетного зала ресторана «Маяк» (Омск); соавтор Н. Я. Третьяков; фреска; 1975.

## Выставки
Участник республиканских и зарубежных выставок. С 1961 по 2012 г. г. прошло 12 персональных выставок художника (данные требуют уточнения).
- 1954 9-я областная художественная выставка. Омск.
- 1956 Выставка произведений художников Сибири и Дальнего Востока. Иркутск.
- 1963 Выставка произведений В. В. Кукуйцева и Н. М. Брюханова. Дом художника. Омск.
- 1964 г. 1-я зональная выставка. Новосибирск.
- 1965 г. Передвижная выставка «Художники Сибири». Новосибирск.
- 1966 г. Выставка произведений художников Сибири и Дальнего Востока. Москва, Тюмень.
- 1967 г. 2-я зональная выставка «Сибирь социалистическая». Омск.
- 1968 г. Выставка «Художники-Октябрю». Дом художника. Омск.
- Групповая выставка произведений омских художников. Черновцы
- 3-я зональная выставка «Сибирь социалистическая». Красноярск.
- 1971 г. Выставка, посвященная 100-летию со дня рождения В. И. Ленина. Выставка художников Омска. Дом художника. Омск.
- Выставка художников Урала, Сибири и Дальнего Востока. Москва.
- 1972 г. Персональная выставка, посвященная 50-летию со дня рождения. Дом художника. Омск , Павлодар.
- 1974-75 гг. Групповая выставка произведений 4-х омских художников: В. В. Кукуйцев, Н. Я. Третьяков, Р. Ф. Черепанов, Г. А. Штабнов. Москва, Таллин, Ленинград.
- 4-я зональная выставка «Сибирь социалистическая». Томск.
- Выставка омских художников в Венгрии.
- 1978 г. Групповая выставка произведений 4-х омских художников: В. В. Кукуйцев, Н. Я. Третьяков, Р. Ф. Черепанов, Г. А. Штабнов. Красноярск.
- 1980 г. 5-я зональная выставка «Сибирь социалистическая». Барнаул.
- Выставка произведений омских художников. Новосибирск.
- 1982 г. Выставка омских художников «Омская земля». Дом художника. Омск.
- 1983 г. Республиканская художественная выставка «Нивы Алтая». Москва, Барнаул.
- Выставка «Омская земля». Москва, Ленинград.
- 1984—1985 гг. Выставка «Хлеб омской земли», посвященная 30-летию освоения целины.
- 1985 г. Областная выставка, посвященная 40-летию Победы над Германией, «Омичи в труде и бою». Дом художника. Омск.
- 6-я зональная выставка «Сибирь социалистическая». Кемерово.
- 1991 г. 7-я зональная выставка «Сибирь». Красноярск.
- 1992 г. — Персональная выставка, посвященная 70-летию со дня рождения. Дом художника. Омск .
- Групповая выставка «Синтез-2». Омск Музее изобразительных искусств.
- 2007 г. — Вид из окна. Дом художника. Омск.
- 2012 г. — «Всё, что стоит жизни…»[3]: Выставка к 90-летию со дня рождения. Омск, ГМИО
- 2012 г. В «Либеров-центре» выставка произведений омских художников «Благо дарю».